# Aulo Irzio
Aulo Irzio (in latino Aulus Hirtius; Ferentino, 90 a.C. circa – Modena, 21 aprile 43 a.C.) è stato un militare, storico e politico romano, che ricoprì la carica di console dopo l'assassinio di Gaio Giulio Cesare, per il quale era stato legato.

## Biografia
Fu legato (legatus) - cioè comandante di una legione in sostituzione del console - durante la conquista della Gallia presso Giulio Cesare dal 54 a.C. e poi servì sotto Pompeo nel 50 a.C. Durante la guerra civile tra Cesare e Pompeo (49 a.C.) si schierò a favore del primo, combattendo prima in Spagna, forse come tribuno militare, e poi in Asia Minore.
Finito il conflitto civile, nel 46 a.C. divenne pretore, proconsole della Gallia Transalpina l'anno dopo e, essendo stato designato da Cesare stesso, console.
Il 15 marzo del 44 a.C. Cesare fu ucciso e Irzio sostenne Marco Antonio, il quale intendeva vendicarne la morte uccidendo Decimo Giunio Bruto Albino, divenuto nell'aprile dello stesso anno governatore della Gallia Cisalpina, verso la quale Antonio aveva avanzato pretese, finché Cicerone non lo convinse a sposare la causa senatoria. Dovette dunque partire per Modena, dove Antonio si stava dirigendo per combattere Bruto, assieme all'altro console, Gaio Vibio Pansa, e a Ottaviano.
Combattuta la battaglia di Modena, entrambi i consoli morirono: Irzio prima in battaglia il 21 aprile, Pansa per le ferite riportate il 23 aprile.
Assieme ai due consoli Pansa e Aulo Irzio era partito l'emergente Ottaviano, che era accompagnato dalle legioni che aveva arruolato. Secondo alcune teorie egli non fu soddisfatto dei riconoscimenti che gli erano stati concessi dal Senato, e, volendo dimostrare a Cicerone, che lo aveva sostenuto pur sottovalutandolo, tutta la sua ambizione, avrebbe ucciso combattendo Irzio il 21 aprile e poi Pansa il 23 dello stesso mese, per poter ambire alla carica di console.
Marco Antonio fu sconfitto lo stesso giorno della morte di Irzio, la cui tomba fu ritrovata a Roma nel 1938, sotto l'attuale Palazzo della Cancelleria, nell'area dell'antico Campo Marzio.

## Opere

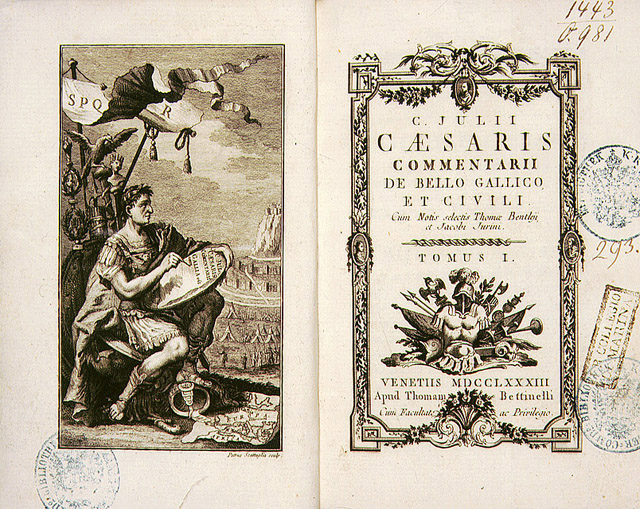
Il De bello Gallico di Giulio Cesare in un'edizione del 1783 (l'ottavo libro è del console Irzio)

Il console Irzio è noto anche per aver aggiunto l'attuale ottavo libro al De bello Gallico, l'opera più conosciuta di Cesare.
Tradizionalmente, inoltre, veniva ritenuto autore anche di altre tre opere del Corpus Caesarianum, ossia De bello Alexandrino, De bello Africo e De bello Hispaniensi, ma oggi si crede che, di questi ultimi due, fu solo l'editore.